# مرثیه هیلبیلی (فیلم)
مرثیهٔ هیل‌بیلی (انگلیسی: Hillbilly Elegy) یک فیلم به کارگردانی ران هاوارد است. این فیلم اقتباسی از رمانی به همین نام اثر جی دی ونس است.